# Kościół św. Michała Archanioła w Koniecpolu (stary)
Kościół świętego Michała Archanioła – dawny rzymskokatolicki kościół parafialny Chrząstowa należący do dekanatu koniecpolskiego diecezji kieleckiej.
Jest to świątynia wzniesiona w stylu późnobarokowym, wybudowana w 1767 roku przez Michała Czapskiego, wojewodę malborskiego. Otacza ją stary mur z bramą z przodu i dzwonnicą umieszczoną za prezbiterium. Budowla posiada krótkie, prostokątne prezbiterium. Za prezbiterium umieszczona jest zakrystia ze skarbczykiem na pistule. Nawa wewnątrz świątyni została wzniesiona na planie prostokąta i przedzielona pilastrami na dwa przęsła. Prezbiterium i nawa nakryte są płaskimi sklepieniami, z kolei zakrystia – kolebkowymi z lunetami. Okna świątyni znajdujące się szczycie posiadają formę półkolistą i otoczone są profilowanymi obramieniami. Pozostałe okna mają formę prostokątną i również otoczone są profilowanymi obramieniami. Dach kościoła posiada formę dwuspadową, i nakryty jest dachówką. Na szczycie jest umieszczona wieżyczka na sygnaturkę. We wnętrzu świątyni znajdują się takie zabytki jak: umieszczony w prawym bocznym ołtarzu obraz Matki Boskiej Bolesnej w stylu barokowym, powstały na przełomie XVII i XVIII wieku, kropielnica powstała z dawnej głowicy jońskiej, wykonana z kieleckiego marmuru, pochodząca z pałacu, powstała w pierwszej połowie XVII wieku, ławki w stylu późnobarokowym, powstałe w drugiej połowie XVIII wieku. Świątynia posiada również tablice pamiątkowe rodziny Potockich.